# Maidar City
Maidar City, auch Maidar Eco City genannt, ist ein städtebauliches Projekt ca. 30 km Luftlinie südlich der mongolischen Hauptstadt Ulaanbaatar (gelegen im Töw-Aimag, Sum Sergelen). Der Entwurf von Maidar City stammt vom Kölner Architekten Stefan Schmitz. Die Stadt soll nach ihrer Fertigstellung 280.000 Einwohner beherbergen.

## Name
Das Wort Maidar verweist auf den Buddha Maitreya, den Buddha der Zukunft. Nach den Vorstellungen der Planer soll die zukünftige Stadt – dem Geist Matreyas entsprechend – den Prinzipien einer ökologischen städtischen Entwicklung folgen. Hauptplanziele des städtebaulichen Entwurfs sind Nachhaltigkeit, niedrige CO2-Emissionen, Umweltschutz und gesellschaftliche Harmonie.

## Projektbeschreibung

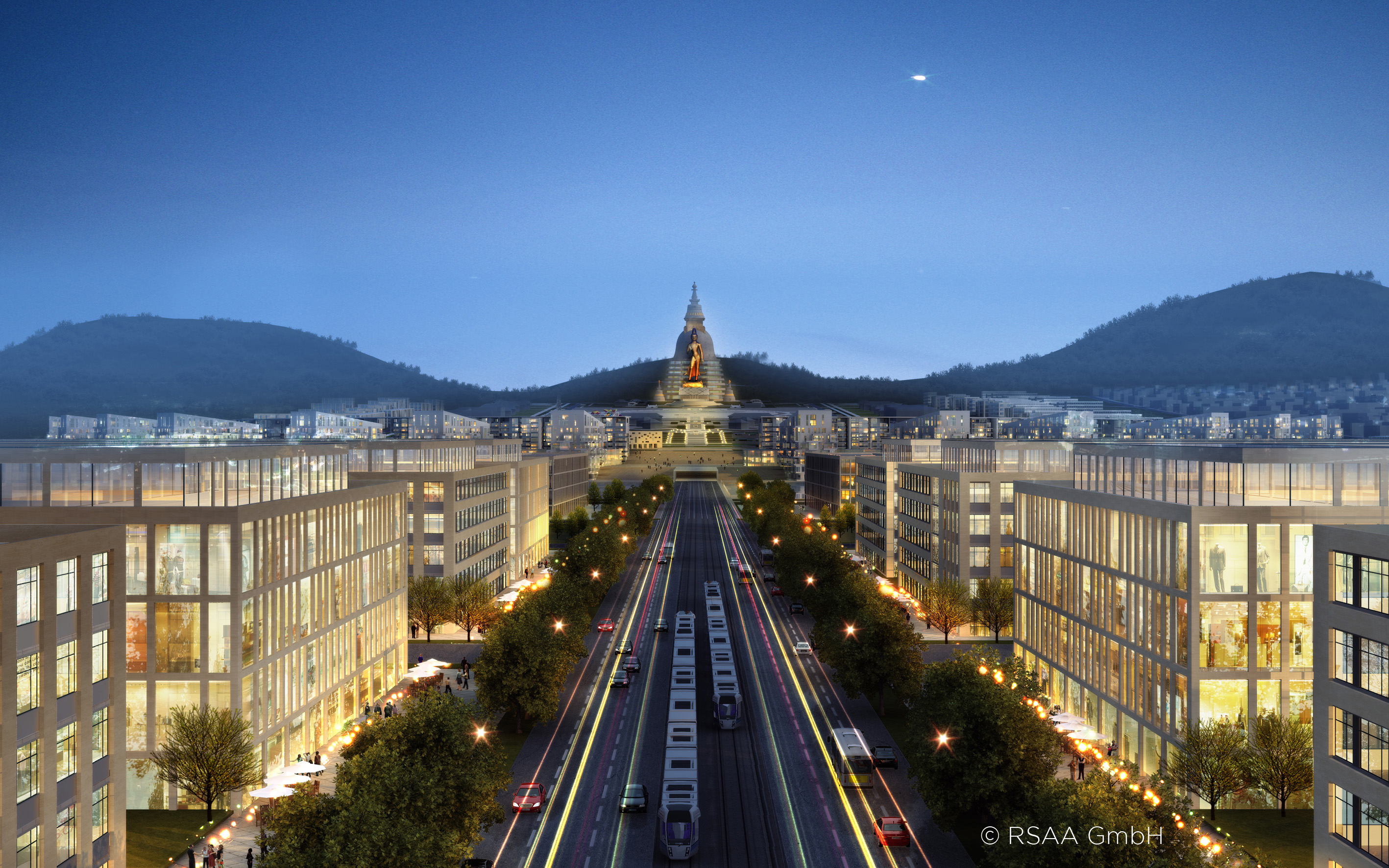
Visualisierung von Maidar City

Das Projekt soll dazu dienen, Ulaanbaatar zu entlasten, das den Zustrom der Nomaden nicht mehr bewältigen kann.
Ein zurzeit im Bau befindlicher zentraler Komplex mit Buddhastatue – welche mit 54 Metern Figurhöhe größer sein wird als die New Yorker Freiheitsstatue – bildet den Mittelpunkt der neuen Stadt, die nach hohen ökologischen Standards geplant wird. Das Vorhaben ist von der Deutschen Gesellschaft für Nachhaltiges Bauen zertifiziert.
Wichtigster Entwurfsgedanke ist die Stadt der kurzen Wege. Die Stadt, deren geplante Fläche 114 km² beträgt, wird als Ganzes in verschiedene Stadtteile aufgeteilt sein, die jeder für sich autonom als Stadt in der Stadt funktionieren. Die Verteilung der Funktionen und das Verkehrssystem sind so angelegt, dass auf den Gebrauch des privaten Personenkraftwagen weitgehend verzichtet werden kann. Die Hauptwege der Stadt sind die sogenannten urban arteries – Straßen, die ausschließlich für Fußgänger, Radfahrer und öffentliche elektrogetriebene Verkehrsmittel gedacht sind. Sie verbinden die Zentren der einzelnen Stadtteile miteinander und sind kreuzungsfrei zu den Straßen des motorisierten Verkehrs angelegt. An den urban arteries befinden sich die wichtigsten Versorgungseinrichtungen der Stadt, die maximal 600 m von den Wohngebäuden erreichbar sind. Die Stadtteile sind durch landschaftlich gestaltete Grünbereiche getrennt, die für Freizeitangebote, Sport und Erholung genutzt werden und im Gegensatz zu den in ihrem Naturzustand belassenen charakteristischen Hügeln und Bergkuppen stehen.
Die Flächen südlich der Stadt werden einer landwirtschaftlichen Nutzung zugeführt, die sich im Laufe der Jahre nach Süden ausdehnen und dem Vordringen der Wüste Gobi Einhalt gebieten sollen. Diese Flächen dienen in erster Linie zur Selbstversorgung der neuen Stadt.
Die Energieversorgung der neuen Stadt geschieht zum größten Teil aus erneuerbaren Energien. Eine Windkraftanlage mit einer Leistung von 1,5 MW befindet sich östlich von Maidar City im Ausbau.

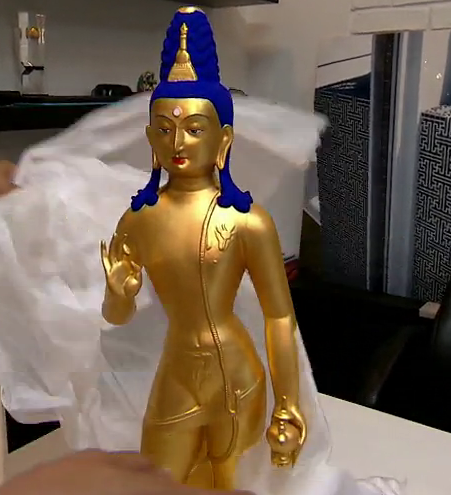
Durch den Verkauf von Miniaturfiguren von Maitreya wird unter anderem der Bau von Maidar City finanziert.

Nach der Fertigstellung soll Maidar City die Funktion einer Hauptstadt übernehmen. Die Pläne eines neuen Parlamentsgebäudes für den Großen Staats-Chural existieren bereits.

## Geschichte
Der zentrale Komplex mit Buddha-Statue ist im Sommer 2014 begonnen worden. Die Planungen gingen ursprünglich von einer Fertigstellung des Gesamtprojekts bis 2024 aus. Später wurde von einer Fertigstellung des ersten Bezirks für 90.000 Einwohner bis 2030 berichtet. In den folgenden Jahren schritt das Projekt kaum voran: Bis zum Sommer 2019 war lediglich die Buddha-Statue im Bau. Von anderen Bauarbeiten war bis dahin am Bauort nichts zu erkennen.
2020 genehmigte der Große Staats-Chural den Bau der Stadt. 2021 wurde westlich von Maidar der Chinggis Khaan International Airport eröffnet.